# Aufbaugegner
Aufbaugegner ist ein Begriff aus dem Sport und bezeichnet einen Kontrahenten (sowohl einzelne Athleten als auch Mannschaften), der seinem Gegenüber im Wettkampf Erfolg und Selbstbewusstsein verschaffen soll. Voraussetzung dafür ist in der Regel die sportliche Unterlegenheit des Aufbaugegners. Ein solcher Gegner kann gezielt ausgesucht werden, um beispielsweise einen Athleten an wichtige Wettbewerbe heranzuführen, oder sich erst in der jeweiligen Auseinandersetzung als solcher erweisen. Der gewünschte Effekt ist jedoch, dass der Bezwinger des Aufbaugegners psychisch oder auch physisch „aufgebaut“ und somit für kommende Wettkämpfe gestärkt wird. Eine Niederlage des Favoriten gegen einen Aufbaugegner ist zwar prinzipiell möglich, aber äußerst selten.

## Boxen
Der Begriff ist insbesondere im Boxsport verbreitet und steht dort für einen Gegner, der zwar halbwegs mithalten, das Gegenüber jedoch aufgrund zu geringer Schlaghärte, Technik oder Kondition nicht entscheidend gefährden kann. Als Aufbaugegner galt beispielsweise Joe Monte, gegen den Max Schmeling 1928 nach einer längeren Verletzung in seinem ersten Kampf in den USA antrat.
Auch in anderen Sportarten, beispielsweise im Fußball, wird der Begriff häufig verwendet.